# Plebiscito constitucional de Uruguay de agosto de 1994
El 28 de agosto de 1994 se realizó un plebiscito constitucional en Uruguay. las propuestas fueron rechazadas con el 69% de los votos.

## Propuestas
Las enmiendas propuestas para la constitución fueron propuestas por la Asamblea General, siendo aprobadas por la Cámara de Diputados el 11 de mayo con 62 escaños a favor de un total de 99 escaños, y el 8 de julio en el Senado con 22 escaños a favor de un total de 30 escaños. las enmiendas propuestas separarían la votación del presidente, parlamentarios e intendentes y fijarían los salarios de los concejales y la forma de pago de las pensiones.

## Resultados
| Opción                             | Votos     | %     |
| ---------------------------------- | --------- | ----- |
| A favor                            | 559,321   | 31.08 |
| En contra                          | 1,240,059 | 68.92 |
| Votos no evaluados                 | 110,711   | -     |
| Nulos/Votos en blanco              | 54,680    | -     |
| Total                              | 1,964,771 | 100   |
| Votantes registrados/participación | 2,278,375 | 86.23 |
| Fuente:Democracia Directa          |           |       |

Los votos no evaluados fueron aquellos emitidos por votantes fuera de su mesa de votación local. Se habrían escrutado después de que un tribunal hubiera decidido sobre su validez, pero como el resultado ya estaba claro, no se escrutaron.